# Hidrocentrală cu pompaj

Schema hidrocentralei cu pompaj Tennessee Valley Authority de la Raccoon Mountain Pumped-Storage Plant din Tennessee, SUA

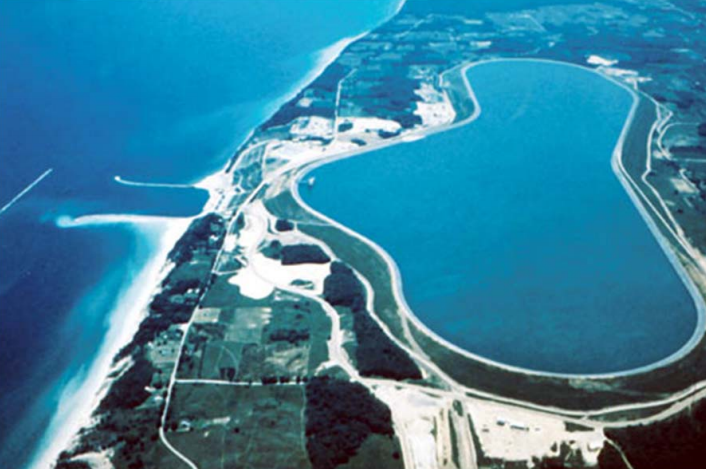
Hidrocentrala cu pompaj din Ludington, Michigan pe Lacul Michigan

O centrală hidroelectrică cu acumulare prin pompaj (CHEAP), pe scurt hidrocentrală cu pompaj, este un tip de hidrocentrală cu stocarea energiei, utilizată de rețelele electrice pentru echilibrarea sarcinii⁠(d). Un sistem CHEAP stochează energie sub formă de energie potențială gravitațională a apei, pompată dintr-o sursă (râu, lac) aflată la o altitudine mai mică într-un lac aflat la o altitudine mai mare. Surplusul de energie electrică produs în afara vârfului de sarcină (când curentul electric este taxat ieftin) este de obicei utilizat pentru a antrena pompele, iar în perioadele de vârf de sarcină (cerere mare), apa stocată este folosită pentru a antrena  turbine, care produc energie electrică.
Metoda de stocare prin pompaj permite ca energia electrică produsă de sursele variabile de energie regenerabilă⁠(d) (cum ar fi cele solare, eoliene și alte surse regenerabile) sau excesul de electricitate produs de surse continue care lucrează în regim de bază (cum ar fi termocentralele pe cărbune, cele nucleare sau hidrocentralele pe firul apei) să fie stocate pentru a fi folosite în perioade de cerere mai mare. CHEAP sunt folosite pentru compensarea variațiilor curbei de sarcină (cererii de energie electrică) în decurs de o zi. De aceea, lacurile utilizate la stocarea prin pompare pot fi relativ mici (cât se pompează într-o zi) în comparație cu lacurile hidrocentralelor convenționale de putere similară, care trebuie să-și asigure apa necesară pe perioade mai mari, în funcție de fluctuațiile debitelor râurilor care alimentează lacul. Perioadele de funcționare ale CHEAP sunt adesea mai mici de o jumătate de zi.
Eficiența energetică „dus-întors” a CHEAP variază între 70 % și 80 %. Deși pierderile din procesele de pompare, respectiv de antrenare a turbinelor, fac din centrală un consumator net de energie,  în ansamblu sistemul este rentabil din punct de vedere economic deoarece vinde energie electrică în perioadele de vârf de sarcină, când prețurile energiei electrice sunt cele mai mari, consumând energie în orele când este ieftină. Dacă lacul superior colectează precipitații semnificative sau este alimentat de un râu, atunci centrala poate fi un producător net de energie în maniera unei centrale hidroelectrice tradiționale.
Stocarea prin pompaj are, de departe, cea mai mare capacitate de stocare a energiei în rețea⁠(d) și, începând din 2020 reprezintă aproximativ 95 % din toate sistemele de stocare active din întreaga lume, cu o putere totală instalată de peste 181 GW și o capacitate de stocare instalată de peste 1,6 TWh.